# Therwil
Therwil est une commune suisse du canton de Bâle-Campagne, située dans le district d'Arlesheim.

Vue aérienne (1950)